# Lucas Cavallini
Lucas Daniel Cavallini (Toronto, Ontario, 28 de diciembre de 1992) es un futbolista canadiense de ascendencia Argentina. Juega como delantero y su equipo es el Club Puebla de la Primera División de México. Es internacional con la Selección de fútbol de Canadá. 

## Trayectoria
Es hijo de padre argentino y madre canadiense. Su padre llegó a Canadá a los catorce años y mantuvo contacto con la comunidad hispanohablante, por eso Lucas empezó a jugar al fútbol en Canadá a los tres años en un cuadro de baby Fútbol que se llama Club Uruguay. De ahí fue a jugar a otros cuadros locales de Toronto. A los 16 años recae en Uruguay debido a su deseo de jugar a fútbol profesional en Sudamérica, sobre todo en Argentina. Sin embargo, su contacto con Jorge Armúa decantó en Nacional de Uruguay.

### Libertadores sub-20
Jugó la Copa Libertadores Sub-20. Su actuación fue muy buena pero no pudo hacer goles. En el primer partido derrotó 1-0 a Libertad con gol de Romero. En el segundo partido derrotaron 3-1 a Jorge Wilstermann con goles de Bueno, Marchelli y otra vez Romero. En el tercer y último encuentro empataron 0-0 con Universitario y clasificaron a cuartos de final. El 20 de junio se enfrentaron al mexicano América pero cayeron 1-0 y quedaron eliminados. 

### Club Atlético Juventud
A mediados de julio de 2012 fue cedido a préstamo por 6 meses a Juventud de Las Piedras de la Primera División de Uruguay, para poder debutar en primera y que vaya tomando continuidad. En su segundo partido jugado, disputado el domingo 2 de setiembre, anotó el único gol del encuentro para la victoria de Juventud 1 a 0 sobre Central Español, siendo el histórico primer gol de un futbolista canadiense en el fútbol uruguayo de Primera División. El 7 de octubre fue la figura del partido ante Bella Vista anotando un gol y una asistencia para la victoria 2-0 de su equipo.

### Club Atlético Peñarol
El 10 de enero de 2017 firmó con el Club Atlético Peñarol, haciendo su debut el 5 de febrero, en la victoria por 4-0 frente a El Tanque Sisley.

### Club Puebla
A mediados de ese mismo año 2017 llegó al Club Puebla de México. Cumplió con las expectativas y fue el goleador del equipo mexicano durante los cinco semestres que estuvo.

## Selección nacional
Lucas comenzó su carrera internacional en Canadá a los 18 años de edad, debutó en la selección sub-20 en 2011 durante el Campeonato Sub-20 de CONCACAF en Guatemala. A Lucas lo han citado tres veces para la selección sub-23 de Canadá y su rendimiento, junto con el hecho de que él "juega en un tipo diferente de liga (en Uruguay)", según el entrenador Stephen Hart, le valió su primera convocatoria a la lista principal para hacer frente a Trinidad y Tobago en un partido amistoso el 13 de agosto de 2012. Cavallini hizo su debut en Canadá como un sustituto para la segunda mitad por Terry Dunfield contra Trinidad, el partido terminó en una victoria de 2-0 para los canadienses. En octubre del 2012 vuelve a ser citado para jugar contra Honduras en la derrota de su selección por 8 a 1, entrando a los 65 minutos. Luego de algunos años de ausencia en la selección, volvió a ser convocado para jugar la Copa de Oro de la Concacaf 2017. Durante la competición fue parte del juego en cuatro encuentros (Guayana Francesa, Costa Rica, Honduras y Jamaica), sumando un total de 218 minutos durante la competición en los cuales dio una asistencia para que Alphonso Davies marcara el tercer gol de la selección canadiense frente a la selección de Guayana Francesa.

### Participaciones en Campeonato Concacaf Sub-20
| Copa                                     | Sede      | Resultado        | PJ | Goles |
| ---------------------------------------- | --------- | ---------------- | -- | ----- |
| Campeonato Sub-20 de la Concacaf de 2011 | Guatemala | Cuartos de final | 3  | 1     |

### Participaciones en Copa de Oro de la Concacaf
| Copa             | Sede                                  | Resultado        | PJ | Goles |
| ---------------- | ------------------------------------- | ---------------- | -- | ----- |
| Copa de Oro 2017 | Estados Unidos                        | 6.º lugar        | 4  | 0     |
| Copa de Oro 2019 | Estados Unidos · Costa Rica · Jamaica | Cuartos de final | 4  | 5     |

### Participaciones en Copa Mundial de Fútbol
| Copa                           | Sede  | Resultado      | Partidos | Goles |
| ------------------------------ | ----- | -------------- | -------- | ----- |
| Copa Mundial de Fútbol de 2022 | Catar | Fase de grupos | 1        | 0     |

## Estadísticas
Fuentes: Transfermarkt Soccerway

### Clubes
| Club                    | País    | Año       | Partidos | Goles | Asistencias | Media goleadora |
| ----------------------- | ------- | --------- | -------- | ----- | ----------- | --------------- |
| Nacional                | Uruguay | 2011-2012 | 0        | 0     | 0           | 0,00            |
| C. A. Juventud (cedido) | Uruguay | 2012-2013 | 25       | 10    | 2           | 0,40            |
| Nacional                | Uruguay | 2013-2014 | 4        | 0     | 0           | 0,00            |
| C. A. Fénix             | Uruguay | 2014-2016 | 78       | 28    | 9           | 0,36            |
| C. A. Peñarol           | Uruguay | 2017      | 18       | 6     | 1           | 0,33            |
| Club Puebla             | México  | 2017-2019 | 81       | 30    | 1           | 0,37            |
| Vancouver Whitecaps     | Canadá  | 2020-2022 | 68       | 18    | 0           | 0,26            |
| Club Tijuana            | México  | 2023-24   | 4        | 0     | 1           | 0               |
| Club Puebla             | México  | 2024-     | 19       | 5     | 0           | 0,26            |
| Total                   | Total   | Total     | 297      | 96    | 14          | 0,32            |

 Actualizado al último partido disputado el 26 de febrero de 2023.

### Selección
| Año   | Partidos | Goles | Asistencias | Media goleadora |
| ----- | -------- | ----- | ----------- | --------------- |
| 2011  | 3        | 1     | 0           | 0,33            |
| 2012  | 5        | 1     | 0           | 0,20            |
| 2015  | 1        | 0     | 0           | 0,00            |
| 2017  | 4        | 0     | 1           | 0,00            |
| 2018  | 1        | 2     | 0           | 2,00            |
| Total | 14       | 4     | 1           | 0,29            |

 Actualizado al último partido disputado el 9 de septiembre de 2018: Islas Vírgenes 0-8 Canadá.

### Total
| Plantilla | Partidos | Goles | Asistencias | Media goleadora |
| --------- | -------- | ----- | ----------- | --------------- |
| Clubes    | 203      | 73    | 13          | 0,36            |
| Selección | 34       | 18    | 1           | 0,29            |
| Total     | 237      | 91    | 14          | 0,35            |

- Actualizado el 21 de septiembre de 2018.

## Palmarés

### Campeonatos nacionales
| Título                          | Club                | País    | Año  |
| ------------------------------- | ------------------- | ------- | ---- |
| Campeonato Uruguayo             | C. A. Peñarol       | Uruguay | 2017 |
| Campeonato Canadiense de Fútbol | Vancouver Whitecaps | Canadá  | 2022 |